# Benimeli
Benimeli è un comune spagnolo situato nella comunità autonoma Valenciana.